# A30 (Frankrijk)
De A30 is een autosnelweg gelegen in Frankrijk, is een tolvrije snelweg tussen Uckange bij de aansluiting op de A31 en Aumetz. De snelweg werd aangelegd aan het begin van de jaren 90. De weg wordt ook wel de Autoroute de la Fensch genoemd, naar het dal van die naam waar de weg doorheen loopt.
Hoewel de A30 nu nog overgaat in de N52, heeft men in 2007 het plan opgevat om de N52 op te waarderen tot autosnelwegstandaard, zodat hij een interregionale autosnelwegvebinding gaat vormen die bij de Belgisch-Franse grens aan zal sluiten op de in België aan te leggen A28 naar Aarlen.